# تپه خورشت
تپه خورشت مربوط به هزاره اول قبل از میلاد است و در شهرستان اشنویه، بخش نالوس، دهستان هق، روستای خورشت واقع شده و این اثر در تاریخ ۷ اسفند ۱۳۸۵ با شمارهٔ ثبت ۱۷۶۴۱ به‌عنوان یکی از آثار ملی ایران به ثبت رسیده است.